# Piancastagnaio
Piancastagnaio  é uma comuna italiana da região da Toscana, província de Siena, com cerca de 4.189 habitantes. Estende-se por uma área de 69 km², tendo uma densidade populacional de 61 hab/km². Faz fronteira com Abbadia San Salvatore, Castell'Azzara (GR), Proceno (VT), San Casciano dei Bagni, Santa Fiora (GR).

## Demografia
| Variação demográfica do município entre 1861 e 2011                               |
|                                                                                   |
| Fonte: Istituto Nazionale di Statistica (ISTAT) - Elaboração gráfica da Wikipedia |